# 卡尼亚达新镇
卡尼亚达新镇，是西班牙马德里自治区的一个市镇。总面积34.92平方公里，总人口18 734人（2013年），人口密度536人/平方公里。